# El gurú del sexo
El gurú del sexo es una comedia sobre un profesor de baile que llega a Estados Unidos desde la India y que sin darse cuenta se ve encaminado hacia la profesión de gurú del sexo, ayudado por una actriz porno.

## Argumento
Ramu es un profesor de baile que vive en la India, y que decide buscar fortuna en los Estados Unidos engañado por las exageraciones de su primo, Vijay. Cuando llega a Estados Unidos se busca un agente que le consigue un papel en una película, pero sin decirle de qué tipo es. Así comienzan una serie de enredos que forman el mundo de la película.
Su simpatía y carisma cautivan a todo aquel que lo encuentra en una de sus películas.

## Ficha artística
- Jimi Mistry (Ramu Gupta)
- Heather Graham (Sharrona)
- Emil Marwa (Vijay)
- Marisa Tomei (Lexi)
- Dash Mihok (Rusty)
- Dwight Ewell (Peaches)
- Christine Baranski (Chantal, Madre de Lexi)
- Ronald Guttman (Edwin, Padre de Lexi)
- Tina Sloan (Kitty, primera clienta privada del gurú)
- Anita Gillette (Mrs. McGee, Madre de Rusty)
- Pat McNamara (Mr. McGee, Padre de Rusty)
- Malachy McCourt (Padre Flannigan)

## Promoción
El eslogan que acompañó a la película durante su promoción fue Cuando ellos hablan, ellas escuchan.

## Curiosidades
El nombre de la canción en la que pone a todos de la alta sociedad a bailar es Chori Chori Hum Gori Se Pyaar Karengey de Udit Narayan & Abhijeet, la cual se hizo muy famosa y fue víctima de varias versiones remixadas.
- Datos: Q1197236